# Mobilporto
Mobilporto eller SMS frimærke er et produkt der muliggør frankering af postforsendelser, hvor køb af porto foregår elektronisk, enten ved hjælp af mobiltelefon eller smartphone. Den elektronisk modtagne kode skrives på forsendelsens øverste højre hjørne, på samme måde som et frimærke på et brev.
Den første mobilporto blev tilbudt af Deutsche Post i Tyskland, der siden den 15. august 2008, dengang i forbindelse med et test-pilotprojekt, tilbyder frankering i form af Handyporto.
Det nuværende PostNord, dengang under navnet Post Danmark, begyndte at tilbyde tjenesten Mobilporto den 1. april 2011, hvor det via overtakserede SMS'er blev muligt at købe portokoder til indenlandske A-breve op til 50 gram. Senere på året, den 1. august 2011, blev en Mobilporto-understøttelse i Post Danmarks mobilapplikation lanceret. Mobilporto fungerer på den måde at portokunden modtager en 12-cifret portokode via SMS eller direkte i applikationen som blot skal skrives i hjørnet af brevet hvor et frimærke normalt placeres. Det vil sige at løsningen blot kræver adgang til en kuglepen for at kunne købe gyldig porto.
Ved Mobil Awards 2011 vandt Post Danmark med sit SMS frimærke prisen for "Årets bedste danske app, tjeneste, markedsføring eller innovation 2011". Det er virksomheden Unwire der har udviklet og driver Post Danmarks mobilportoløsning.
Den store succes for produktet gjorde at der opstod behov for at udvide sortimentet, så i august 2012 blev det muligt at købe mobilporto for både A- og B-breve med en vægt på op til 2 kg.
På et tidspunkt er SMS-løsningen blevet udfaset og Mobilporto-servicen udvidet med servicen Online Porto. Online Porto fungerer igennem et webbrowserbaseret interface, og giver også mulighed for at udskrive en label med portokoden.